# Linda Manzer
Linda (Jane) Manzer, född 2 juli 1952 i Toronto, är en kanadensisk stränginstrumentstillverkare berömd för sina akustiska gitarrer.
Hon undervisades av Jean Larrivée mellan 1974 och 1978 och senare av Jimmy D'Aquisto i New York. Hon är särskilt känd som tillverkare av specialgjorda gitarrer till jazzmusikern Pat Metheny såsom Pikasso I som är 42-strängad och har tre halsar.
Hon har även byggt instrument till Liona Boyd, Heather Bishop, Bruce Cockburn, Mike Francis, Marie Lynn Hammond, Sherry Shute och Gordon Lightfoot.
Hon bygger runt 15-18 instrument om året i sin verkstad i Toronto, Ontario.